# الزريقي
قرية الزريقى هي إحدى القرى التابعة لمركز السنبلاوين في محافظة الدقهلية في جمهورية مصر العربية. حسب إحصاءات سنة 2006، بلغ إجمالي السكان في الزريقى 3311 نسمة، منهم 1713 رجل و1598 امرأة.

## التاريخ
قرية الزريقي من القرى القديمة، حيث وردت باسم «الزريقي» في أعمال الدقهلية والمرتاحية ضمن قرى الروك الناصري التي أحصاها ابن الجيعان في كتاب «التحفة السنية بأسماء البلاد المصرية»، وقال ابن الجيعان أنها من توابع البشطمير. وفي العصر العثماني وردت باسم «الزريقي» في التربيع العثماني الذي أجراه الوالي العثماني سليمان باشا الخادم في عصر السلطان العثماني سليمان القانوني ضمن قرى ولاية الدقهلية، وفي تاريخ 1228هـ/1813م الذي عدّ قرى مصر بعد المسح الذي قام به محمد علي باشا باسم «الزريقي» ضمن قرى مديرية الدقهلية.